# Delsarte-System
Delsarte-System (oder auch Delsartismus) nennt sich eine Vielzahl von bewegungs- und deklamationspädagogischen Schulen, die gegen Ende des 19. Jahrhunderts aus der Lehre von François Delsarte (1811–1871) hervorgegangen sind. Darin geht es um die Förderung des „natürlichen“ Verhaltens nicht nur auf der Bühne, sondern auch „für sich“ und in Gesellschaft. Als Gegenströmung zu den technisch perfektionierten, aber mitunter sehr konservativen Schulen der Bühnendarstellung wurde der Delsartismus zu einem Anreger der künstlerischen Avantgarden um 1900.

## Lehre
Delsarte gehörte zu jenen Avantgardisten, die die Kunst des Schauspiels – und noch allgemeiner die Kunst der Bewegung, des Sprechens und des Singens – auf Naturbeobachtung stützen wollten, um sich von traditionellen (mit den Standesgrenzen verbundenen) Darstellungsregeln zu lösen. Einerseits ging er von der Beobachtung des alltäglichen sozialen Verhaltens aus, andererseits vom Studium der Anatomie. Er orientierte sich oft an der Antike und entwickelte dabei Vorstellungen einer schlichten, verbürgerlichten Klassik, die etwa an den späten Goethe erinnert (vgl. Neuhumanismus).
In einer eigenwilligen Mischung aus okkultistischem und frühsozialistischem Gedankengut (vgl. Henri de Saint-Simon) entwarf Delsarte ein Menschenbild, das sich stets in drei Eigenschaften auf der Basis von Körper, Seele und Geist teilte, denen er die Farben Rot, Gelb und Blau zuordnete. Die Körperhaltungen gliederte er jeweils in exzentrische, konzentrische und normale, woraus er ein System von Gegenüberstellungen zwischen diesen drei Grundeigenschaften entwickelte. 
Für die Analyse und Darstellung menschlichen Verhaltens sowie als Grundlage für eine Bewegungstechnik erwiesen sich diese Aufteilungen als fruchtbar. Delsarte wollte seine Schüler weder heilen noch trainieren. Er lehrte, dass jede Emotion bestimmte durch Naturgesetze vorgegebene Bewegungen und Haltungen auslöse. Auf diese Weise bildete er Bühnendarsteller aus, hauptsächlich Sänger und Schauspieler. Die Bedeutung seiner Methode für den Tanz und für verschiedene Varianten der Gymnastik (etwa bei Bess Mensendieck) ergab sich erst gegen 1900.

## Nachwirkung
Weil Delsarte am Ende des 19. Jahrhunderts ein „Name“ war, beriefen sich manche auf ihn. Delsarte selbst hinterließ nur wenige schriftliche Zeugnisse, und seine Schüler entwickelten eigene Methoden, die sie als „Delsarte-System“ ausgaben. 1874 verfasste ein Schüler Delsartes, der Abbé Delaumosne, als erster ein Buch mit dem Titel Pratique de l'oratoire de Delsarte („Praxis der Redekunst nach Delsarte“). Der Sänger und Delsarte-Schüler Alfred Giraudet führte das Delsarte-System in der Gesangsausbildung am Conservatoire de Paris ein. 
Von einer Deklamations- und Schauspielmethode wurde Delsartes Lehre allerdings mehr und mehr zu einer Unterweisung in Gymnastik und Tanz. Dies hat mit Delsartes Schüler Steele MacKaye zu tun, der eine Weiterentwicklung seiner Ideen in den USA bekannt machte. Die Gymnastiklehrerin Genevieve Stebbins, die von MacKaye unterrichtet wurde, schrieb darüber 1885 ein mehrfach aufgelegtes Buch (The Delsarte System of Expression). 
Delsartes Bedeutung für die Rhetorik verblasste bald. Auf der einen Seite wurde das Delsarte-System zu einer oft belächelten, aber populären Schule gymnastischer Posen (vgl. Tableaux vivants), auf der anderen Seite beeinflusste es die künstlerischen Avantgarden wie den Ausdruckstanz. Tänzerinnen und Schauspielerinnen wie Isadora Duncan, Eleonora Duse oder Ruth St. Denis waren vom Delsarte-System beeinflusst. Die Rhythmische Erziehung von Émile Jaques-Dalcroze oder die Alexander-Technik haben Anregungen des Delsarte-Systems in sich aufgenommen, ebenso die Biomechanik von Wsewolod Meyerhold und die „Psychologischen Typen“ von C. G. Jung.